# Pseudoplatystoma orinocoense
Pseudoplatystoma orinocoense, conhecido localmente como rajado, é uma espécie de peixes de água doce, da família Pimelodidae na ordem dos Siluriformes, nativos da bacia do rio Orinoco, em Colômbia e Venezuela.

## Descrição
Podem alcançar até 49 cm de comprimento total. Tem uma cabeça estreita, com perfil na forma de um triângulo agudo; superfície posterior da cabeça com pele fina deixando sulcos quase expostas e rugosidade na região posterior do crânio. Fontanela mediana curta e coberta por pele áspera e grossa. Olhos na posição dorsolateral, ovóide e localizado no comprimento meio da cabeça. Narinas anteriores tubulares e esbranquiçadas, as posteriores com uma aba triangular esbranquiçada. Boca arredondada com a mandíbula inferior coberta interiormente por pele grossa; focinho quase plano. Barbilhões maxilares longos, chegando a origem das barbatanas pélvicas, que são de cor enegrecida dorsalmente e ventralmente amareladas ou pálidas; barbilhões do queixo curtos, em adultos não indo além da origem da barbatana peitoral. Opérculo com a aba pálida em sua margem.
Apresentam até 14 barras verticais retas bem definidas nos flancos, que conectam ou se alagam até a região dorsal e continuam ao outro lado do corpo; a última barra na barbatana caudal frequentemente tem forma de boomerang; geralmente as barras escuras estão acompanhadas por barras esbranquiçadas; a cabeça e o resto do corpo apresentam pigmentação escura no dorso e lateralmente; podem ter até 3 linhas pretas curvada em forma de laço ou bucle na parte posterior da cabeça, algumas manchas na região branca latero-ventral; barbatana adiposa com 5 a 8 pontos escuros; barbatanas peitorais e pélvicas pálidas, sem pigmentação. Barbilhões dos maxilares curtos, não indo além aba opérculo. 39 a 41 vértebras.